# Sandro Floris
Sandro Floris (* 12. června 1965 Cagliari) je bývalý italský atlet, sprinter.

## Sportovní kariéra
V roce 1990 se stal halovým mistrem Evropy v běhu na 200 metrů. Na evropském šampionátu pod širým nebem ve stejné sezóně byl členem bronzové italské štafety na 4 × 100 metrů. O čtyři roky později na mistrovství Evropy v Helsinkách italská sprinterská štafeta s Florisem tento úspěch zopakovala. Do třetice bronzovou medaili získal Floris jako člen štafety na 4 × 100 metrů na mistrovství světa v roce 1995.